# لئوناردو مدیروس
لئوناردو ویلسون ده مدیروس (انگلیسی: Leonardo Wilson de Medeiros؛ زادهٔ ۲۰ نوامبر ۱۹۶۴) بازیگر برزیلی است. او در مجموعه تلویزیونی مکانیسم ایفای نقش کرده‌است.